# Asiana Airlines-vlucht 214
Asiana Airlines-vlucht 214 is een reguliere intercontinentale passagiersvlucht van de Zuid-Koreaanse luchtvaartmaatschappij Asiana Airlines die begint op de Zuid-Koreaanse luchthaven Incheon International Airport bij Seoul en eindigt in San Francisco.
Op 6 juli 2013, rond 11.30 uur, verongelukte de Boeing 777-200ER die de vlucht verzorgde tijdens de landing op de luchthaven van San Francisco. Twee Chinese tienermeisjes kwamen direct bij de ramp om het leven. 182 personen, waarvan 49 zwaargewond, werden overgebracht naar het ziekenhuis. Enkele dagen later overleed nog een meisje met een Chinese achtergrond.
Het vliegtuig raakte bij de crash zwaar beschadigd. De staart lag in stukken op/rond de landingsbaan en het middengedeelte van de Boeing 777 brandde volledig uit.

## Ongeluk
Op 6 juli 2013 om 11:26 PDT (18:26 UTC) verongelukte de Boeing 777 op San Francisco International Airport (SFO) tijdens de landing op de start- en landingsbaan 28L. Het toestel raakte de zeewering die het vliegveld moet beschermen tegen de zee van de San Francisco Bay.
Beide motoren en de staart achter de achterste drukschot werden gescheiden van het vliegtuig. Het kielvlak en de linker en rechter stabilo's kwamen beide tot rust op de baan voor een zandheuvel, terwijl de rest van de romp en de vleugels, na de rotatie in de lucht, tot stilstand kwamen aan de linkerkant van de baan ongeveer 600 meter (3000 voet) van de zeedijk. Ooggetuigen beschreven een grote vuurbal bij het vliegtuig tijdens de landing, een tweede grote explosie minuten na de impact en een grote, donkere rookpluim die opsteeg van de romp. Noodglijbanen werden ingezet aan de linkerkant van het vliegtuig om de passagiers te evacueren. Ondanks de schade waren veel passagiers in staat het vliegtuig zelfstandig te verlaten.
Het instrument landing system van baan 28L was sinds 1 juli buiten gebruik voor wat betreft de verticale positiebegeleiding (het zogenaamde "glijpad"). Hierdoor moest het vliegtuig "op zicht" worden geland. 
Dit was de derde fatale crash in de 25-jarige geschiedenis van Asiana. 
Het ongeval is na British Airways-vlucht 38 in 2008 de tweede crash van een Boeing 777 in de 18-jarige geschiedenis van dit type toestel. Het is het eerste ongeval van een Boeing 777 waarbij doden vielen onder de passagiers. Het is ook het eerste dodelijke vliegtuigincident met een commerciële maatschappij in de Verenigde Staten sinds de Colgan Air-vlucht 3407 in 2009.

## Onderzoek

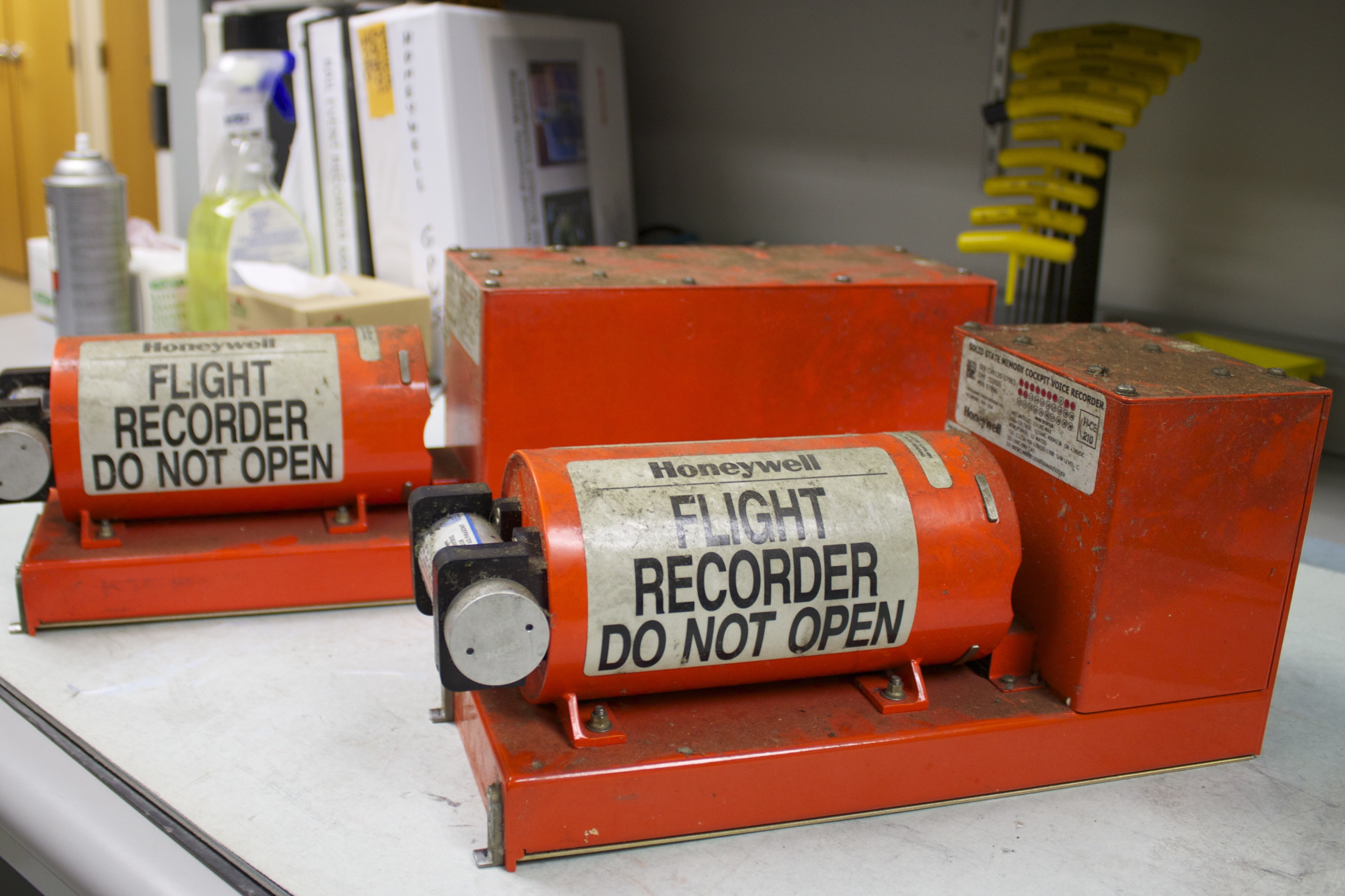
De vluchtdatarecorder (links) en de cockpitvoicerecorder (rechts) van het toestel

De National Transportation Safety Board (NTSB) startte een onderzoek en stuurde een team naar de plaats. Op 7 juli werden de vluchtdatarecorder en de cockpitvoicerecorder opgehaald en naar Washington, D.C. gestuurd voor onderzoek.
Volgens de NTSB was het weer helder en kreeg het toestel toestemming voor een landing op zicht. Er waren geen aanwijzingen dat er technische of andere problemen waren. Tijdens de vlucht waren er geen foutmeldingen. 
Voorlopige aanwijzingen gaven aan dat het vliegtuig te snel daalde en met de achterkant tegen de zeewand botste bij de landing. De NTSB meldde dat het er op lijkt dat het vliegtuig te langzaam vloog bij het aanvliegen van de landingsbaan. Het vliegtuig vloog beduidend trager dan de voorgeschreven snelheid van 254 km/h. Op 38m hoogte, 8 seconden voor de crash, was de snelheid nog 207 km/h. 7 seconden voor de crash vroeg een van de piloten om de snelheid te verhogen. Volgens de FDR werden de gashendels op dit moment ook vooruit geduwd. Het geluid van de stick shaker (waarschuwing voor dreigende overtrek) was 4 seconden voor de crash te horen op de cockpitrecorder. De snelheid was 191 km/h op 3 seconden voor de crash, de motoren draaiden op 50% en namen in kracht toe. De bemanning riep om een doorstart op 1,5 seconden voor de crash. Bij de inslag was de snelheid weer iets opgelopen tot 196 km/h.
De NTSB kwam tot de volgende eindconclusie:
De National Transportation Safety Board stelt vast dat de waarschijnlijke oorzaak van dit ongeval de onjuist uitgevoerde visuele nadering, de onbedoelde deactivering van de autothrottle door de piloot, de ontoereikende bewaking van de (voorwaartse) luchtsnelheid door de cockpitbemanning en de vertraagde uitvoering van een doorstart nadat zij zich ervan bewust werden dat het vliegtuig zich onder de aanvaardbare toleranties voor het glijpad en de luchtsnelheid bevond. Bijdragen aan het ongeval waren:
- de complexiteit van de autothrottle en autopilot flight director-systemen die onvoldoende werden beschreven in de documentatie van Boeing en de pilotenopleiding van Asiana, waardoor de kans op modusfouten toenam;
- de niet-standaard communicatie en coördinatie van de cockpitbemanning met betrekking tot het gebruik van de autothrottle- en autopilot-flightdirectorsystemen;
- de ontoereikende opleiding van de piloot voor het plannen en uitvoeren van visuele naderingen;
- onvoldoende toezicht van de piloot/instructeur piloot op de piloot die hij instrueerde;
- vermoeidheid van de cockpitbemanning, die hun prestaties waarschijnlijk verslechterde.

## Passagiers
Er waren 291 passagiers en 16 bemanningsleden aan boord. Onder de passagiers waren 141 Chinese, 77 Koreaanse en 61 Amerikaanse burgers. De helft van de Chinese passagiers waren studenten die in de Verenigde Staten aan een zomerkamp zouden deelnemen.
| Nationaliteit    | Passagiers | Crew | Totaal |
| ---------------- | ---------- | ---- | ------ |
| China            | 141        |      | 141    |
| Zuid-Korea       | 77         | 14   | 91     |
| Verenigde Staten | 61         |      | 61     |
| India            | 3          |      | 3      |
| Canada           | 3          |      | 3      |
| Thailand         | 0          | 2    | 2      |
| Vietnam          | 1          |      | 1      |
| Frankrijk        | 1          |      | 1      |
| Japan            | 1          |      | 1      |
| Totaal           | 291        | 16   | 307    |

## Afbeeldingen

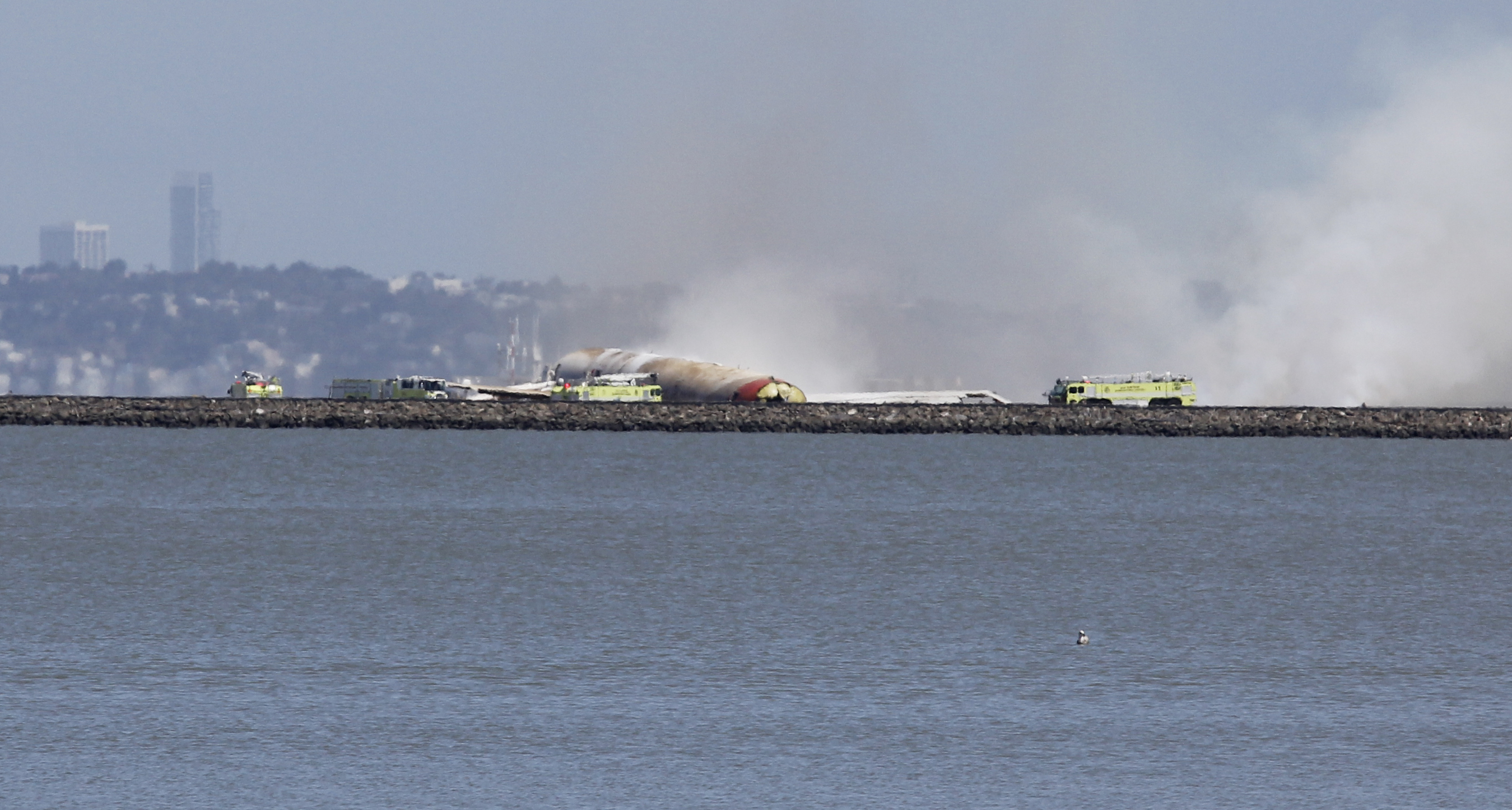
Het wrak gezien vanuit de baai van San Francisco.
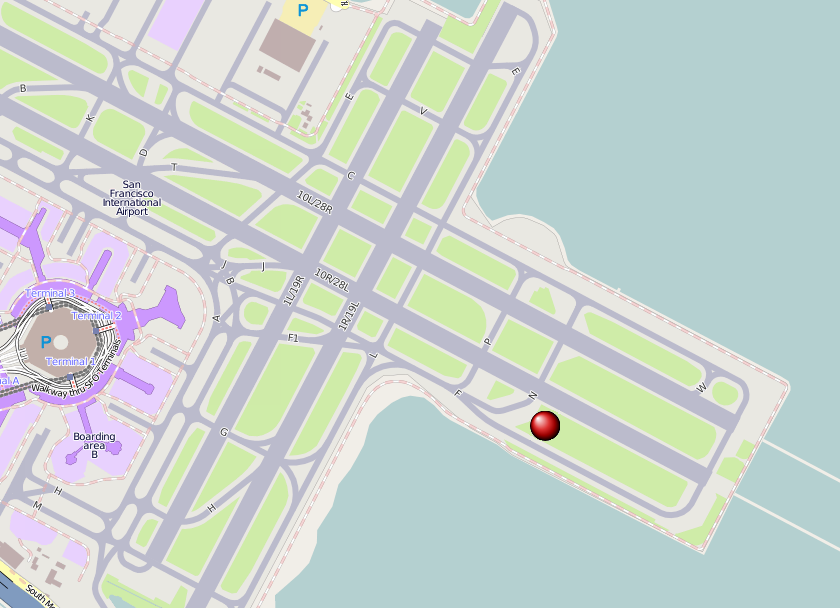
Locatie van het toestel (links naast de landingsbaan 28L).
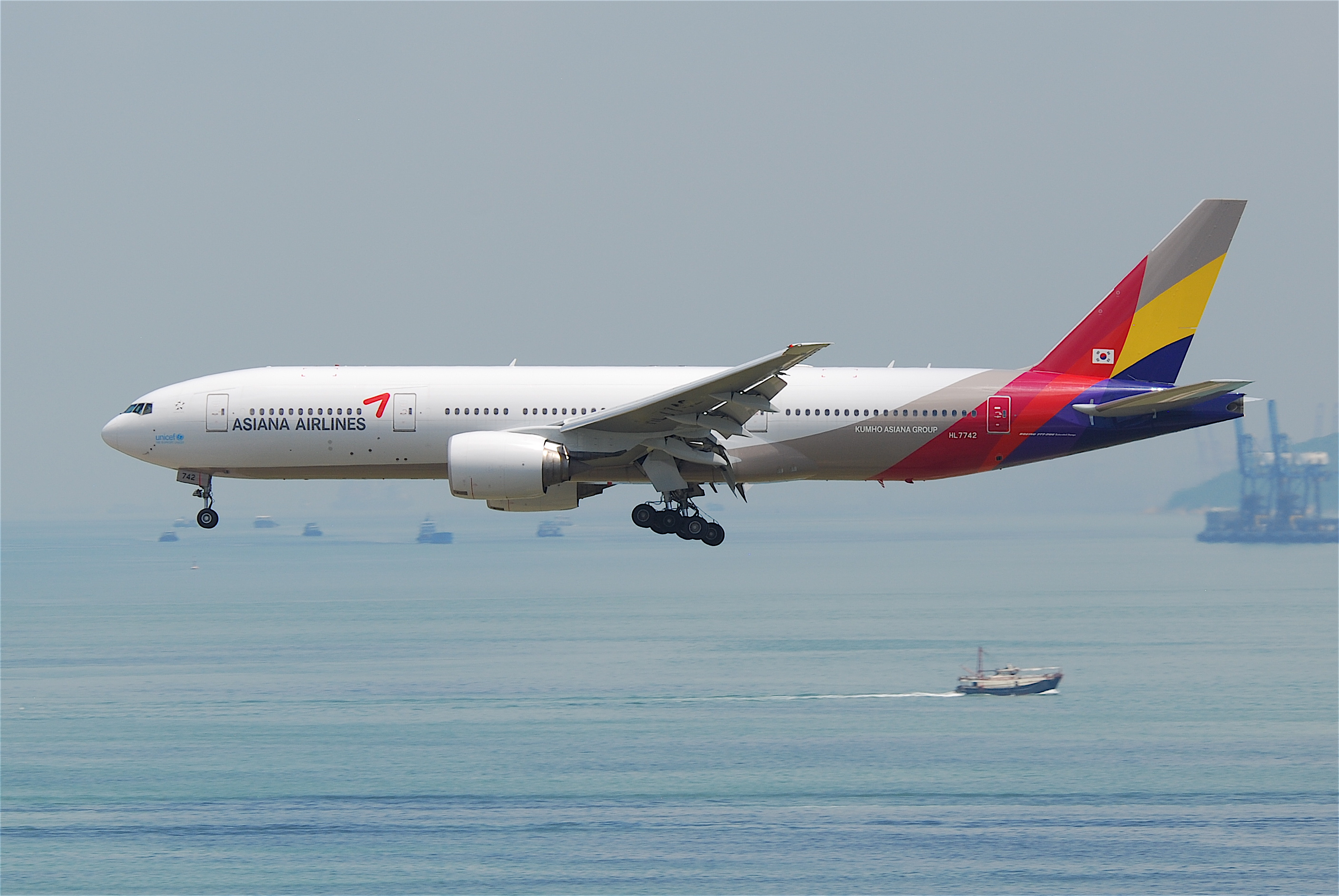
Het betreffende vliegtuig (2011).
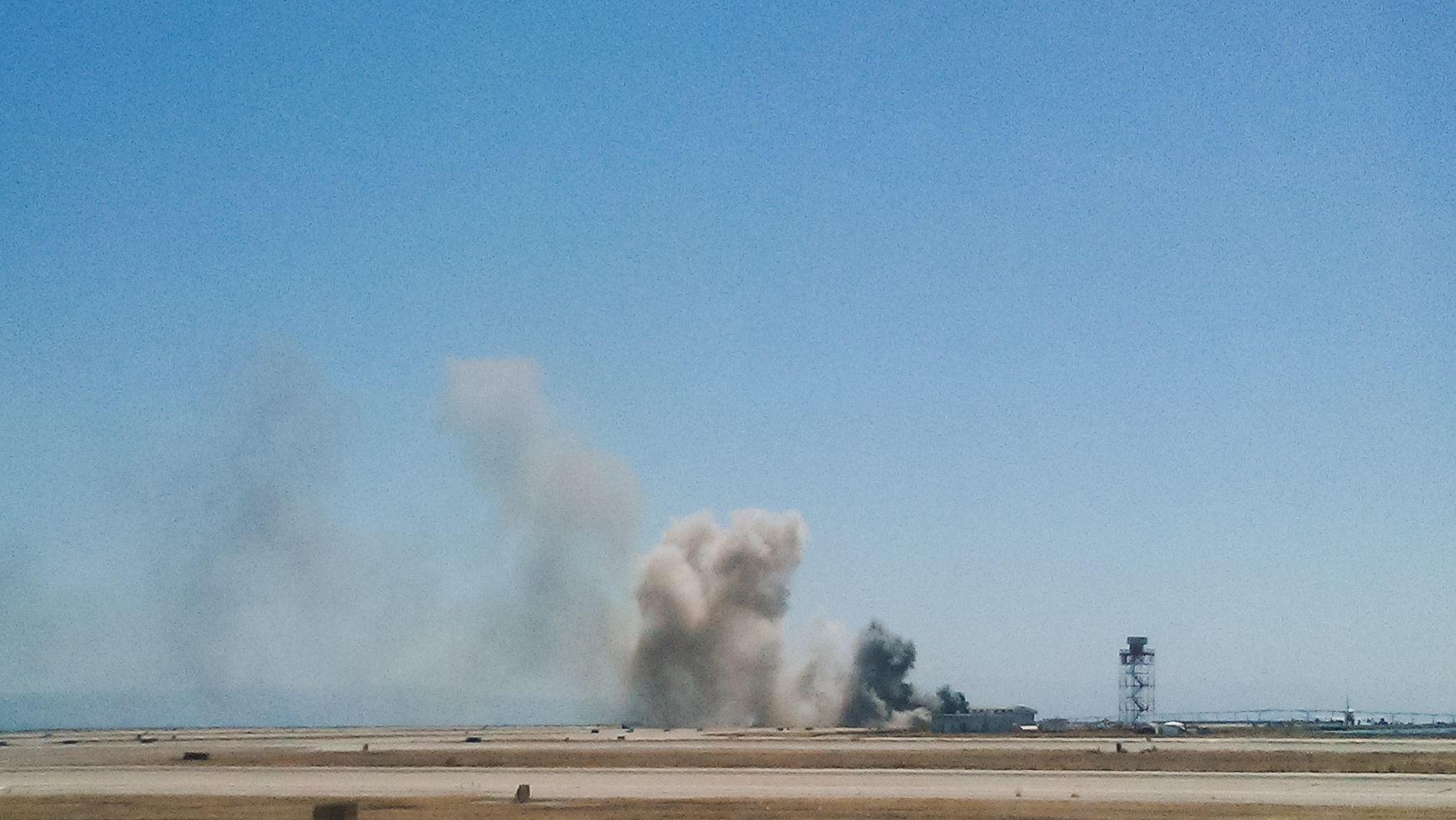
Rookvorming boven het wrak van de Asiana Airlines Boeing 777-200ER.